# Бодрый (Лоевский район)
Бодрый (бел. Бодры) — посёлок в Малиновском сельсовете Лоевского района Гомельской области Беларуси.

## География

### Расположение
В 20 км на северо-запад от Лоева, 60 км от железнодорожной станции Речица (на линии Гомель — Калинковичи), 80 км от Гомеля.

### Гидрография
На юге мелиоративный канал.

## Транспортная сеть
Транспортные связи по просёлочной, затем автомобильной дороге Брагин — Холмеч. Планировка состоит из короткой прямолинейной меридиональной улицы, застроенной редко деревянными домами усадебного типа.

## История
Основан в начале 1920-х годов переселенцами из соседних деревень на бывших помещичьих землях. В 1932 году жители вступили в колхоз. В результате катастрофы на Чернобыльской АЭС подвергся радиационному загрязнению и отнесён к категории населённых пунктов с правом на отселение. В составе колхоза имени К. Маркса (центр — деревня Малиновка).

## Население

### Численность
- 1999 год — 9 хозяйств, 14 жителей.

### Динамика
- 1999 год — 9 хозяйств, 14 жителей.